# Edson Tavares
Edson Tavares (født 10. juni 1956) er en tidligere brasiliansk fodboldspiller og træner.